# Les Landau
Les Landau este un regizor american și producător de film și de televiziune. Este cel mai cunoscut pentru munca sa la franciza Star Trek în perioada 1987 - 2002, când lucra la episoade ale serialelor Star Trek: Generația următoare, Star Trek: Deep Space Nine, Star Trek: Voyager și Star Trek: Enterprise. Munca sa la Enterprise a fost ultima sa participare profesională în acest domeniu.

## Biografie
Les Landau este unul din cei cinci copii ai producătorului american de film și de televiziune Ely Landau și al soției sale, Edythe Rein. Familia sa are origini evreiești.

## Episoade regizate

### The Next Generation
- "Code of Honor" (nemenționat, înlocuit cu Russ Mayberry)
- "The Arsenal of Freedom"
- "The Schizoid Man"
- "Samaritan Snare"
- "The Survivors"
- "Déjà Q"
- "Sins of the Father"
- "Sarek"
- "Family"
- "Future Imperfect"
- "Clues"
- "Night Terrors"
- "Half a Life"
- "Ensign Ro"
- "Unification I"
- "Conundrum"
- "Time's Arrow, Part I"
- "Time's Arrow, Part II"
- "Chain of Command, Part II"
- "Tapestry"
- "Dark Page"

### Deep Space Nine
- "Progress"
- "The Forsaken"
- "Invasive Procedures"
- "Sanctuary"
- "Whispers"
- "The House of Quark"
- "Second Skin"
- "Destiny"
- "Crossfire"
- "Accession"
- "Broken Link"
- "By Inferno's Light"
- "Image in the Sand"
- "Afterimage"

### Voyager
- "Time and Again"
- "Prime Factors"
- "Heroes and Demons"
- "Alliances"
- "Investigations"
- "The Chute"
- "Threshold"
- "Drone"
- "Virtuoso"
- "Counterpoint"

### Enterprise
- "Sleeping Dogs"

## Legături externe
- Les Landau la Internet Movie Database